# Nikolai Garin-Mihailovski
A nu se confunda cu Nikolai Konstantinovici Mihailovski (1842 - 1904)!
Nikolai Gheorghievici Garin-Mihailovski (în rusă: Никола́й Гео́ргиевич Га́рин-Михайло́вский, n. 20 februarie, [S.V. 8 februarie] 1852 - d. 10 decembrie [S.V. 27 noiembrie] 1906) a fost un scriitor rus și inginer specialist în căi ferate.
Ca inginer, a participat la construcția Căii ferate transsiberiene și la fondarea orașului Novosibirsk.
Ca scriitor, a promovat realismul psihologic, evocând conflictele de idei și luptele sociale din rândul muncitorilor și intelectualilor, în preajma izbucnirii Revoluției Ruse.

## Opera literară
- 1892: Copilăria lui Tioma ("Detstvo Tëmî")
- 1893: Liceeni ("Gimnazistî")
- 1895: Studenții ("Studentî")
- 1898: Inginerii ("Injenerî")
- 1899: Povestiri din Coreea.

1. ↑  ProDetLit
2. ↑  Czech National Authority Database, accesat în 1 martie 2022
3. ↑  Autoritatea BnF, accesat în 10 octombrie 2015
4. ↑  CONOR.SI[*] Verificați valoarea |titlelink= (ajutor)